# سسی د آلمیدا
سسی د آلمیدا (انگلیسی: Sessi D'Almeida؛ زادهٔ ۲۰ نوامبر ۱۹۹۵) بازیکن فوتبال اهل فرانسه است.
از باشگاه‌هایی که در آن بازی کرده‌است می‌توان به باشگاه فوتبال بوردو و باشگاه فوتبال پاری سن-ژرمن اشاره کرد.
وی همچنین در تیم ملی فوتبال بنین بازی کرده‌است.